# Bitwa na przełęczy Szipka
Bitwa na przełęczy Szipka – starcie zbrojne, które miało miejsce w roku 335 p.n.e. w trakcie walk Macedończyków z Trakami.
Po zakończonej sukcesem kampanii skierowanej przeciwko plemionom z północy i zachodu Macedonii, Aleksander Macedoński skierował kroki na północ od Bałkanów, gdzie zamieszkiwały niezależne plemiona trackie nieuznające panowania Macedonii. 
Do bitwy doszło na przełęczy Szipka w paśmie górskim na północ od Macedonii. Miejsce to zamieszkiwane było przez jedno z trackich plemion - Triballów, którzy przygotowali zasadzkę w górach. Na szczycie wzniesienia ustawili wozy, które zamierzali zepchnąć po stoku na atakującą piechotę macedońską. Po rozbiciu szyków przeciwnika Triballowie mieli zaatakować Macedończyków z góry. 
Aleksander przewidując zamiary Triballów nakazał swoim żołnierzom utrzymanie luk w szyku, w celu przepuszczenia wozów, a tam gdzie nie byłoby miejsca, żołnierze mieli się położyć na ziemi i przykryć tarczami chroniącymi przed wozami. Po ominięciu pędzących wozów, Aleksander nakazał łucznikom ostrzał Traków. Następnie do walki ruszyli hypaspisi oraz Agrianie. Na koniec nastąpił atak falangi, która rozbiła całkowicie słabo uzbrojonych Triballów.
Po tym zwycięstwie Macedończycy pokonali Triballów po raz drugi, tym razem na otwartej przestrzeni. Pokonani Trakowie wycofali się na drugi brzeg rzeki Ister (Dunaj), jednak po sforsowaniu i tej przeszkody przez Aleksandra, zupełnie zaskoczeni w popłochu uciekli na północ.